# Музичний конкурс «Koza Music Battle»
 Koza Music Battle - найбільший у Західній Україні музичний конкурс серед молодих українських гуртів, які творять у жанрі інді, сінті, рок, стонер, реґі тощо. Проводиться із 2013 року. Організатор батлу у 2013-2019 роках - мистецьке об’єднання «Коза» (м.Тернопіль). У 2023 і 2024 роках конкурс проводився громадською організацією "Інститут міської культури" у креативному кластері Nа пошті.

## Регламент змагань Koza Music Battle

### Відбір
У конкурсі Koza Music Battle беруть участь музичні колективи з України, які відповідають таким умовам:
- грають не більше трьох (п'яти) років;
- мають мінімум 20 хвилин програми власної творчості;
- вчасно подали заявку.

Організатори здійснюють попередній відбір виконавців заради збереження стилістичної цілісності змагань. Потім проводиться жеребкування, під час якого учасники розподіляються по концертах-чвертьфіналах. Концерти першого туру відбуватимуться по середах чи четвергах один раз на тиждень.

### Оцінювання
```
Оцінювання конкурсантів проводить кваліфіковане журі, в різні роки до якого входили Олександра Кольцова (Каша Сальцова, фронтвумен гурту "Крихітка"), Павло Варениця (лідер гурту "Epolets", Одеса), Альберт Цукренко (Хамерман Знищує Віруси), Світлана Фролова та Зорян Безкоровайний (Nameless) та багато інших.
```

Суддівську колегію - музикантів та працівників музичної індустрії запрошує організатор.	
Критерії оцінювання виступів:
- Драйвовість.
- Оригінальність.
- Зіграність, майстерність.
- Артистичність, подача.
- Перспективність.

### Правила виступів
- Перший тур (чвертьфінали)

Гурти грають по 20 хвилин. З кожного концерту першого туру журі вибирає одного переможця. Після завершення всіх концертів першого туру відбувається жеребкування у півфінали, які почнуться мінімум через два тижні після останнього чвертьфіналу.
- Другий тур (півфінали)

Відбуваються два півфінали між переможцями битв першого туру. Гурти грають від 20 до 30 хвилин. З кожного півфіналу виходить один або два переможці у фінал, залежно від рішення журі.
- Фінал

У фіналі конкурсанти грають від 20 до 40 хвилин. Журі обирає переможця, який отримує призи. 

## Переможці Koza Music Battle
- Red Cardinals (Тернопіль) - Koza Music Battle 2013
- Nice Cream (Тернопіль) - Koza Music Battle 2014
- KRUT (Хмельницький) - Koza Music Battle 2015
- Machu Picchu (Львів) - Koza Music Battle 2016
- Our Atlaantic (Умань) - Koza Music Battle 2017
- Brudni (Київ) - Koza Music Battle 2018
- GannaBaby (Київ) - Koza Music Battle 2019
- Provulok (Київ) - Koza Music Battle 2023
- Виставка Дисторшн (Дніпро) - Koza Music Battle 2024